# Estación de Albacete (1967)
La antigua Estación de Albacete fue inaugurada en 1967, siendo la tercera estación ferroviaria de la capital manchega hasta 2009, cuando fue derribada dando paso a la actual, la moderna Vialia Estación de Albacete-Los Llanos.

## Historia
El ferrocarril llegó a Albacete en 1855 con la línea férrea entre Madrid y Almansa en dirección a Alicante. En el siglo XIX se construyeron las dos primeras estaciones de Albacete.
En 1967 se levantó la nueva estación de Albacete, que fue inaugurada el 26 de noviembre por el ministro de Obras Públicas, Federico Silva Muñoz. En un principio se construyó con el objetivo de enlazar la línea Baeza-Utiel con la existente de Madrid-Almansa. Las instalaciones tuvieron un coste de 300 millones de pesetas de la época. Situada a unos 450 metros de la anterior, sirvió también para retirar del centro de la ciudad la primitiva estación, que se había quedado obsoleta.
Tras más de cuarenta años de actividad, en 2009 la estación fue clausurada y posteriormente derribada para dar paso en el mismo lugar a una nueva estación, más moderna y adaptada a las necesidades del momento de la ciudad, que fue inaugurada en 2010 con el nombre de Vialia Estación de Albacete-Los Llanos. Entre ambas estaciones se construyó una estación provisional que dio servicio hasta la apertura de la nueva estación.

## Estilo

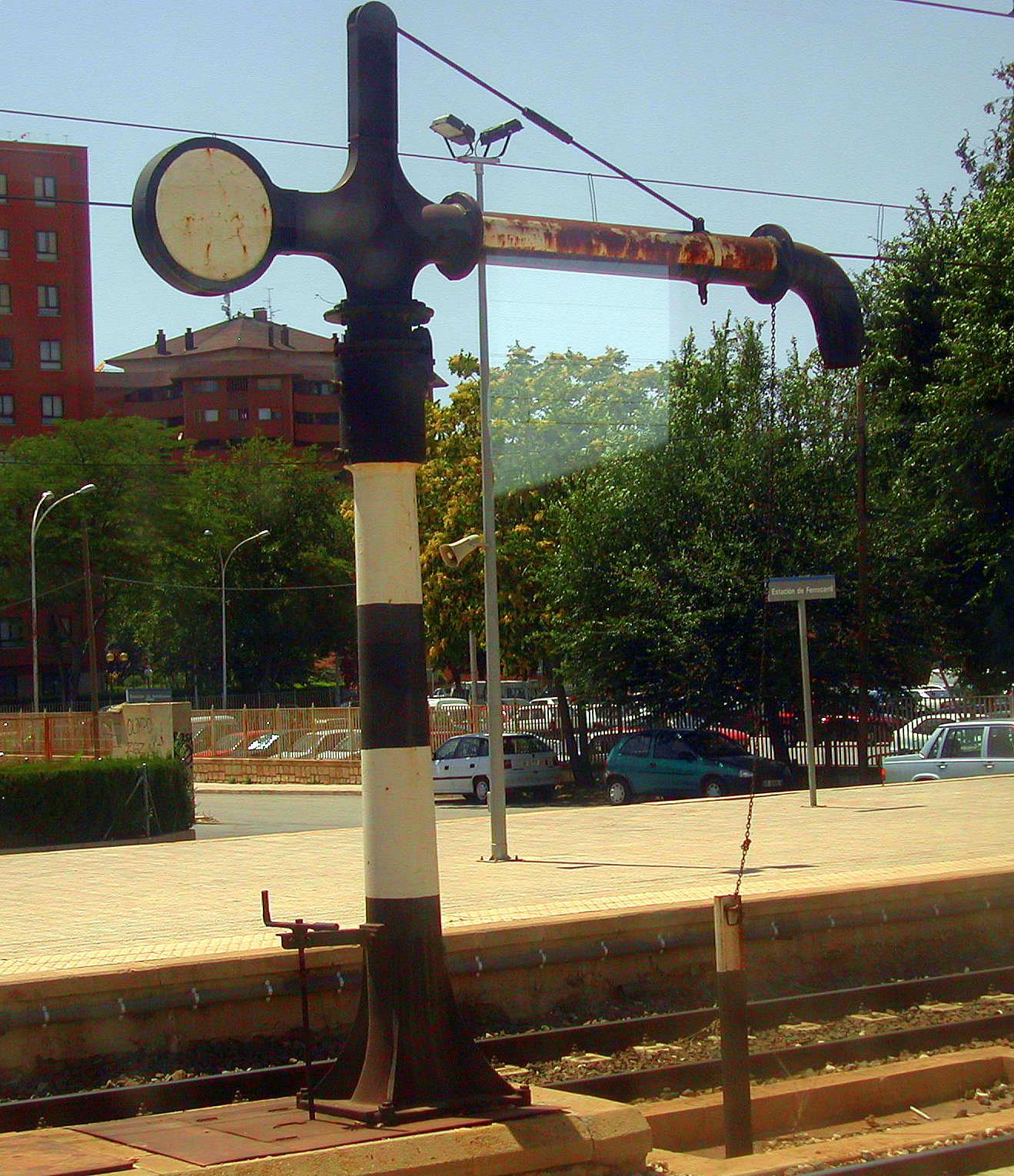
Aguada de la antigua estación en 2006.

La estación seguía el estilo de la arquitectura racionalista de la España de la posguerra, alejándose de los cánones clásicos seguidos en el anterior edificio. Destacaba su fachada central de cristales de colores y el mosaico interior situado en el vestíbulo, encima de la zona de taquillas, que se mantiene en la estación actual.